# Tenkawa (Nara)
Tenkawa (天川村 Tenkawa-mura?) es una villa localizada en la prefectura de Nara, Japón. En julio de 2019 tenía una población estimada de 1.200 habitantes y una densidad de población de 6,83 personas por km². Su área total es de 175,66 km².

## Geografía

### Localidades circundantes
- Prefectura de Nara
  - Gojō
  - Kurotaki
  - Kawakami
  - Kamikitayama

## Demografía
Según datos del censo japonés, la población de Tenkawa ha disminuido en los últimos años.
| Año del censo | Población |
| ------------- | --------- |
| 1995          | 2.310     |
| 2000          | 2.104     |
| 2005          | 1.800     |
| 2010          | 1.572     |
| 2015          | 1.354     |